# Sertanense Futebol Clube
El Sertanense Futebol Clube és un equip de futbol de Portugal que juga a la II Divisão, la tercera lliga de futbol més important del país.

## Història
Va ser fundat el 17 de febrer de 1934 a la ciutat de Sertã del districte de Castelo Branco per Casimiro Farinha amb el nom Sertanense Foot-ball Club exclusivament com a equip de futbol, però posteriorment van fundar la seva secció de pesca esportiva, la qual li ha donat alguns títols.
Va aconseguir ascendir a la II Divisão per primera vegada en la temporada 2008/09, temporada on van enfrontar el gegant portuguès FC Porto, amb qui van perdre en els vuitens de final de la Copa de Portugal els dos partits 0-4.

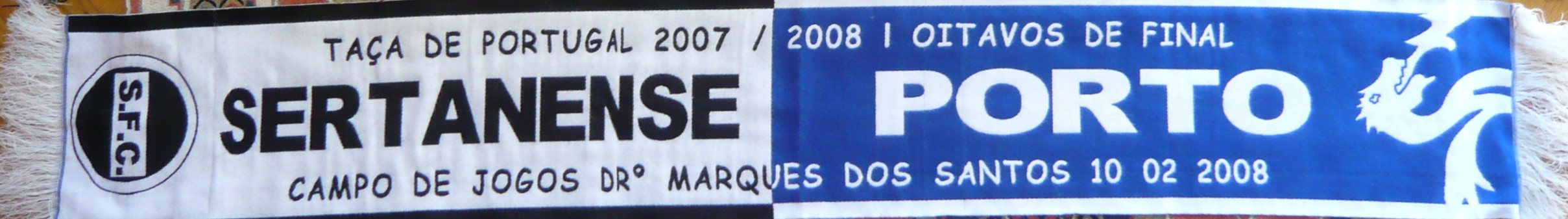
Bufanda commemorativa del partit FC Porto vs. Sertanense per la Copa de Portugal del 2008, al camp Dr. Marques dos Santos

## Palmarès
- Tercera Divisió de Portugal: 1

2008/09
- Campionat de Futbol de Castelo Branco: 2

1987/88, 1999/2000

## Jugadors destacats
- José Bízarro
- Fábio Ferreira